# ديفيد بولتر
ديفيد بولتر (بالإنجليزية: David Boulter)‏ (5 أكتوبر 1962 في المملكة المتحدة - ) هو لاعب كرة قدم بريطاني في مركز الدفاع. لعب مع كريستال بالاس وميبا ونادي كرولي تاون.